# Touwbrug van Carrick-a-Rede

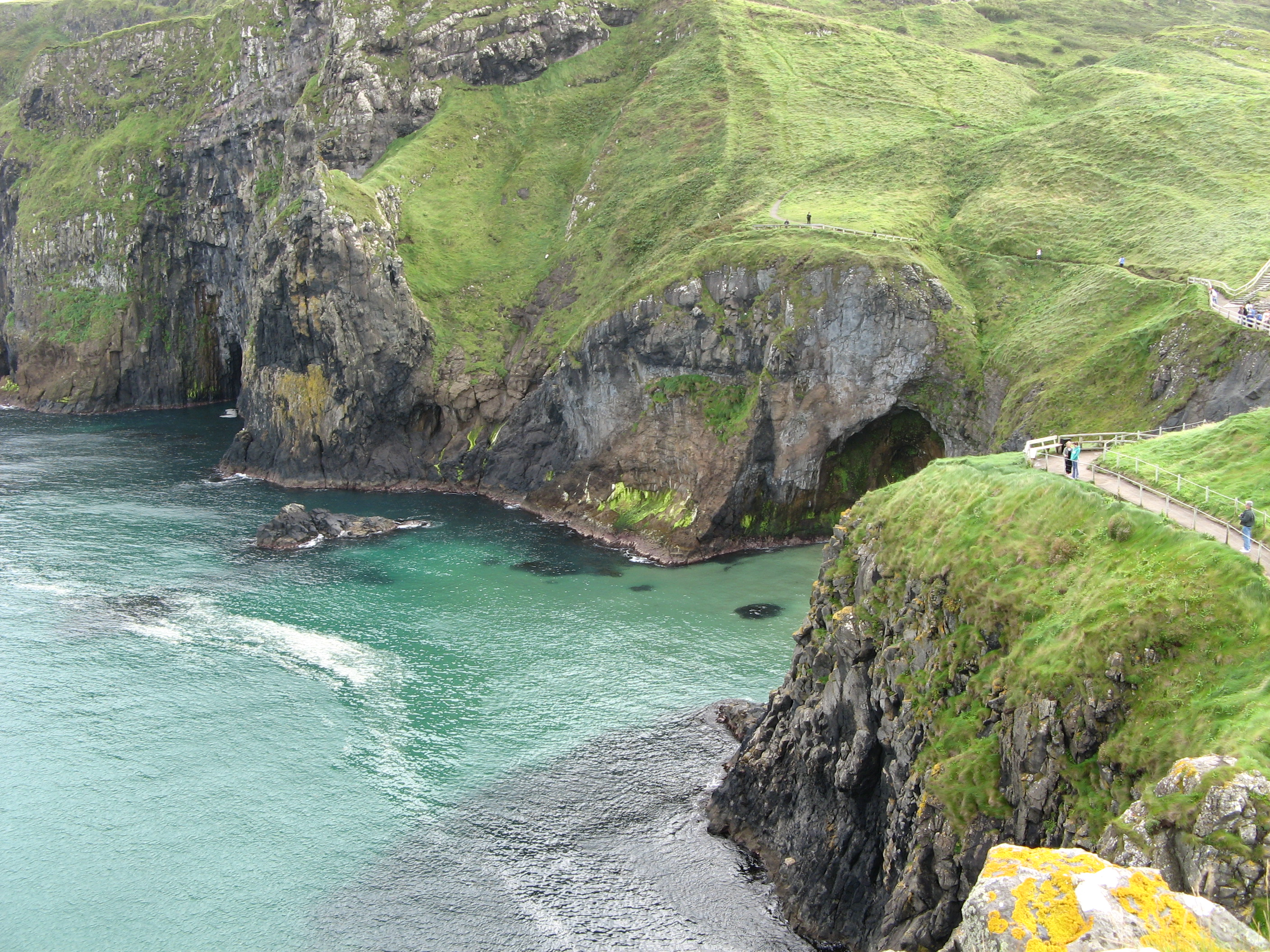
De aanloop naar Carrick-a-Rede

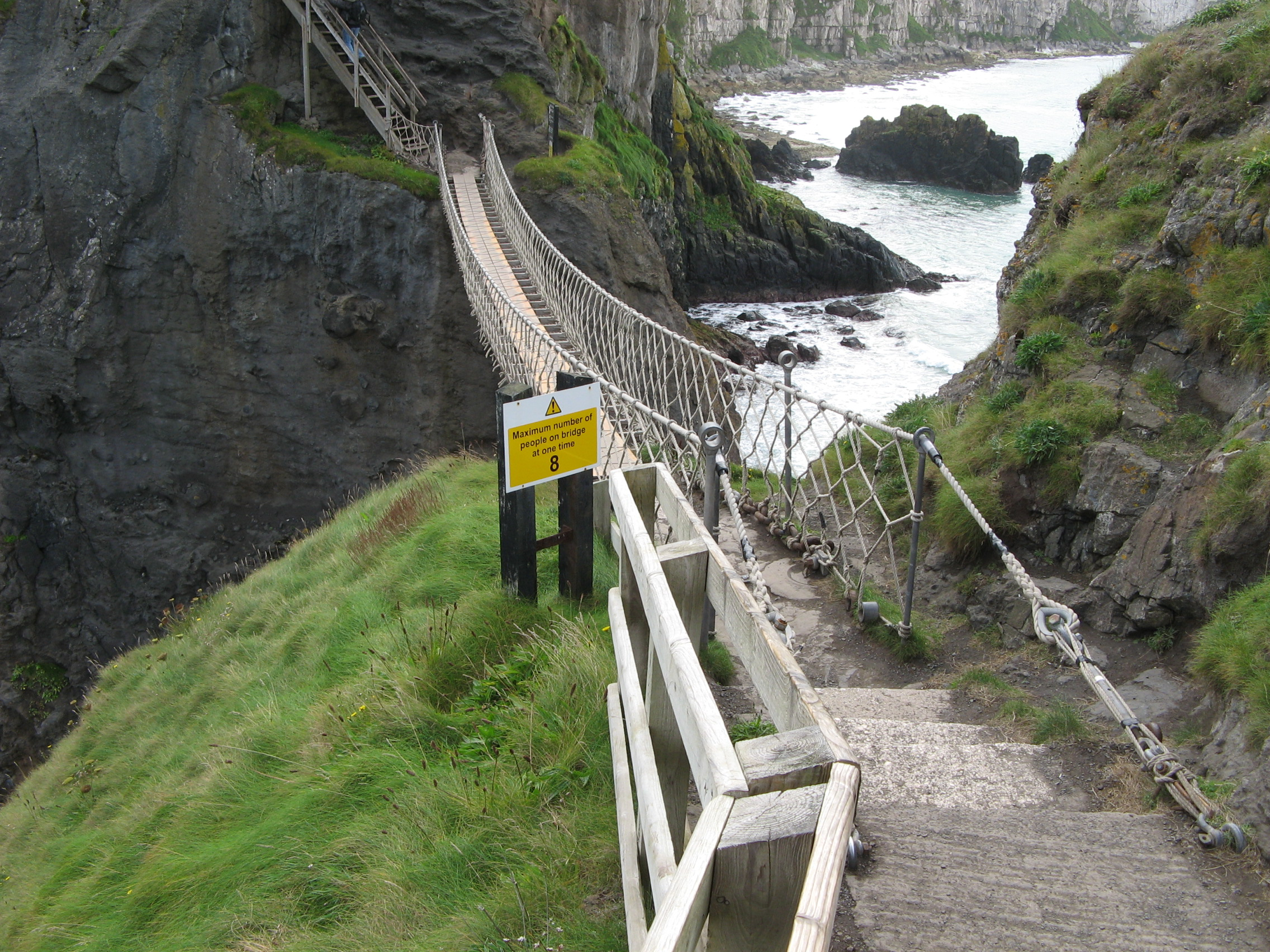
De touwbrug vanaf het eiland

De touwbrug van Carrick-a-Rede is een hangbrug die het eilandje Carrick-a-Rede (Iers: Carraig an Ráid) verbindt met het vaste land. De locatie van deze brug is nabij Ballintoy, graafschap Antrim, Noord-Ierland.
Al vanaf zo'n drie eeuwen geleden hebben zalmvissers bruggen aangelegd op deze plek. De huidige brug, getest tot 10 ton, is in 2000 gebouwd met de hulp van lokale klimmers en abseilers. Hij overspant de 20 meter en hangt 30 meter boven de rotsen. Hoewel nog nooit iemand van de brug is gevallen, is het al herhaaldelijk voorgekomen dat bezoekers de terugweg niet durfden af te leggen en per boot van het eiland moesten worden gehaald.
Tegenwoordig is de brug voornamelijk een toeristenattractie met circa 140.000 bezoekers per jaar (2005). In het zalmseizoen (juni tot september) maken ook zalmvissers nog gebruik van de brug, hoewel de zalmvisserij marginaal is geworden (300 vissen per seizoen). Jaarlijks wordt de brug uiterlijk begin november weggehaald en, afhankelijk van de weersomstandigheden, rond maart weer opgehangen.
Het gebied kent veel natuur en er is een uitzicht naar Rathlin Island en Schotland. 

## Fotogalerij

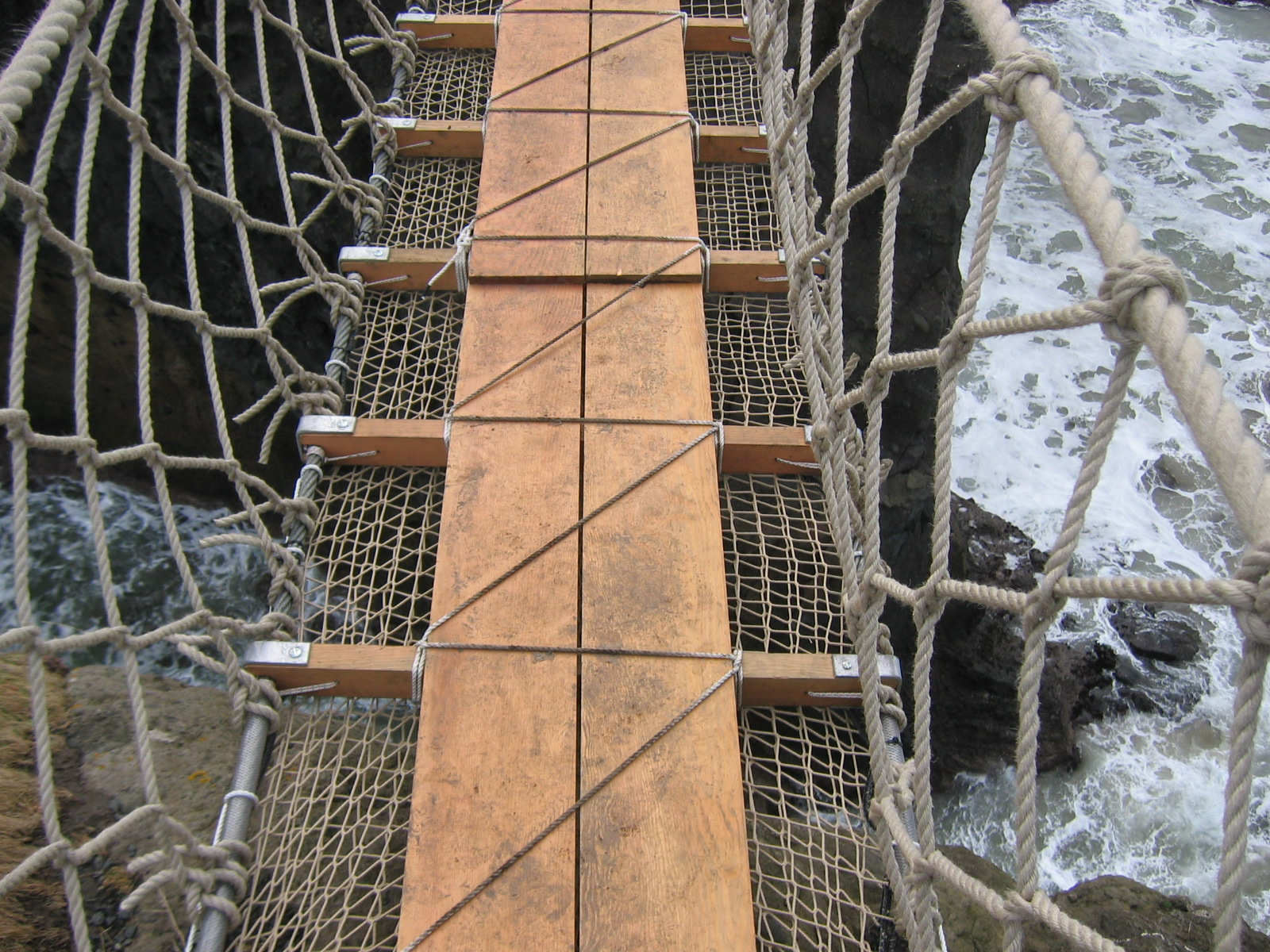
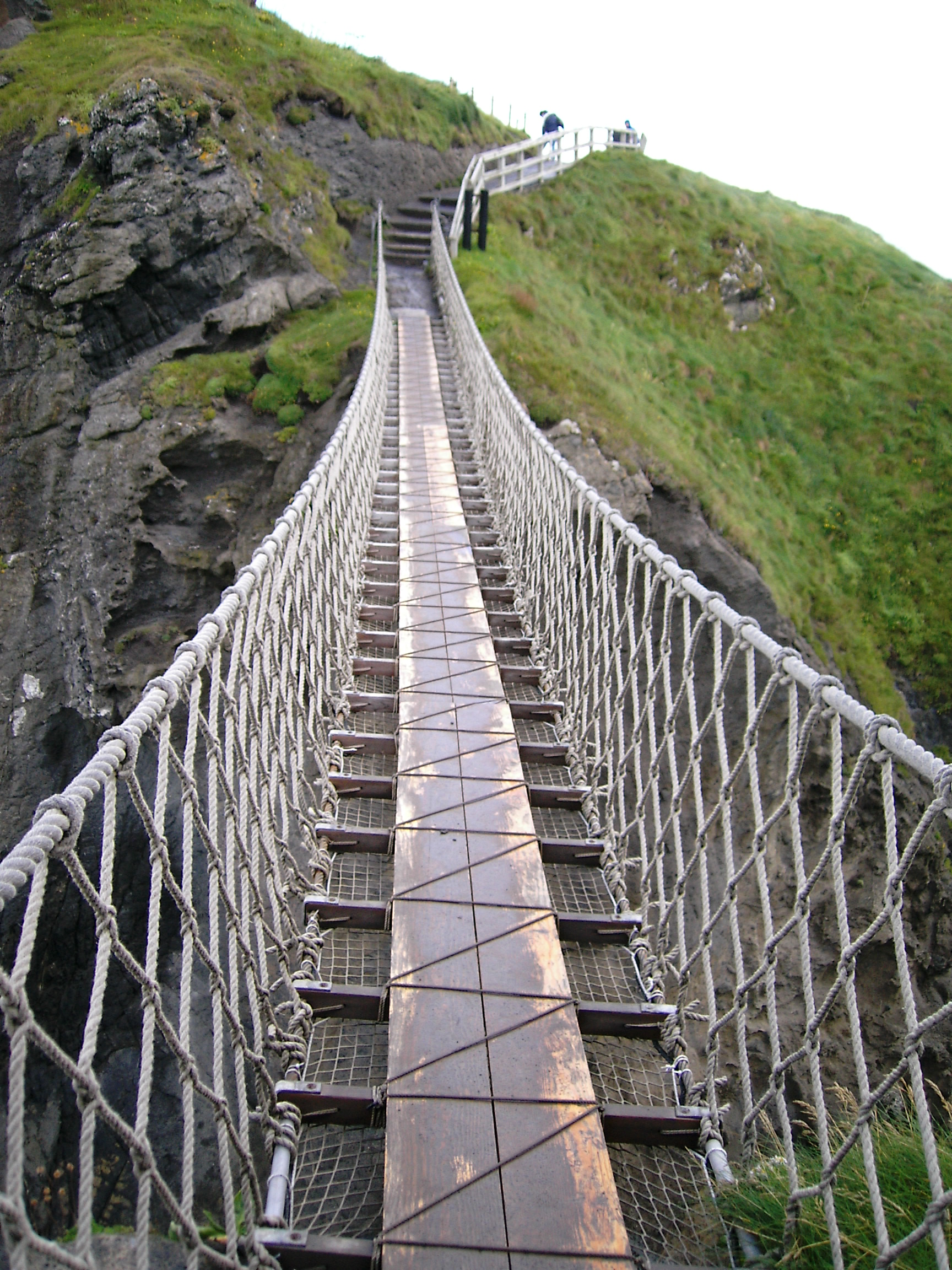
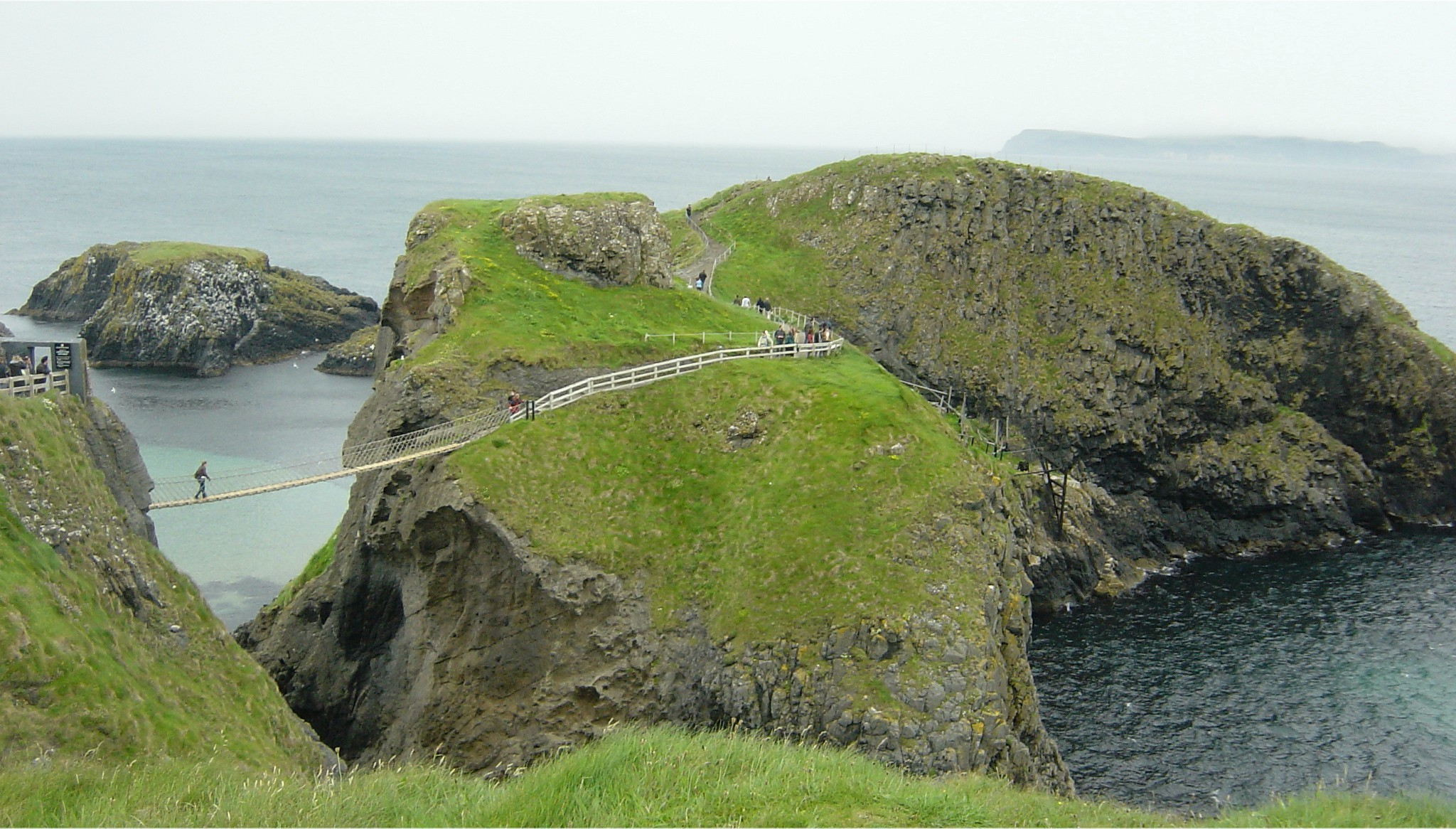
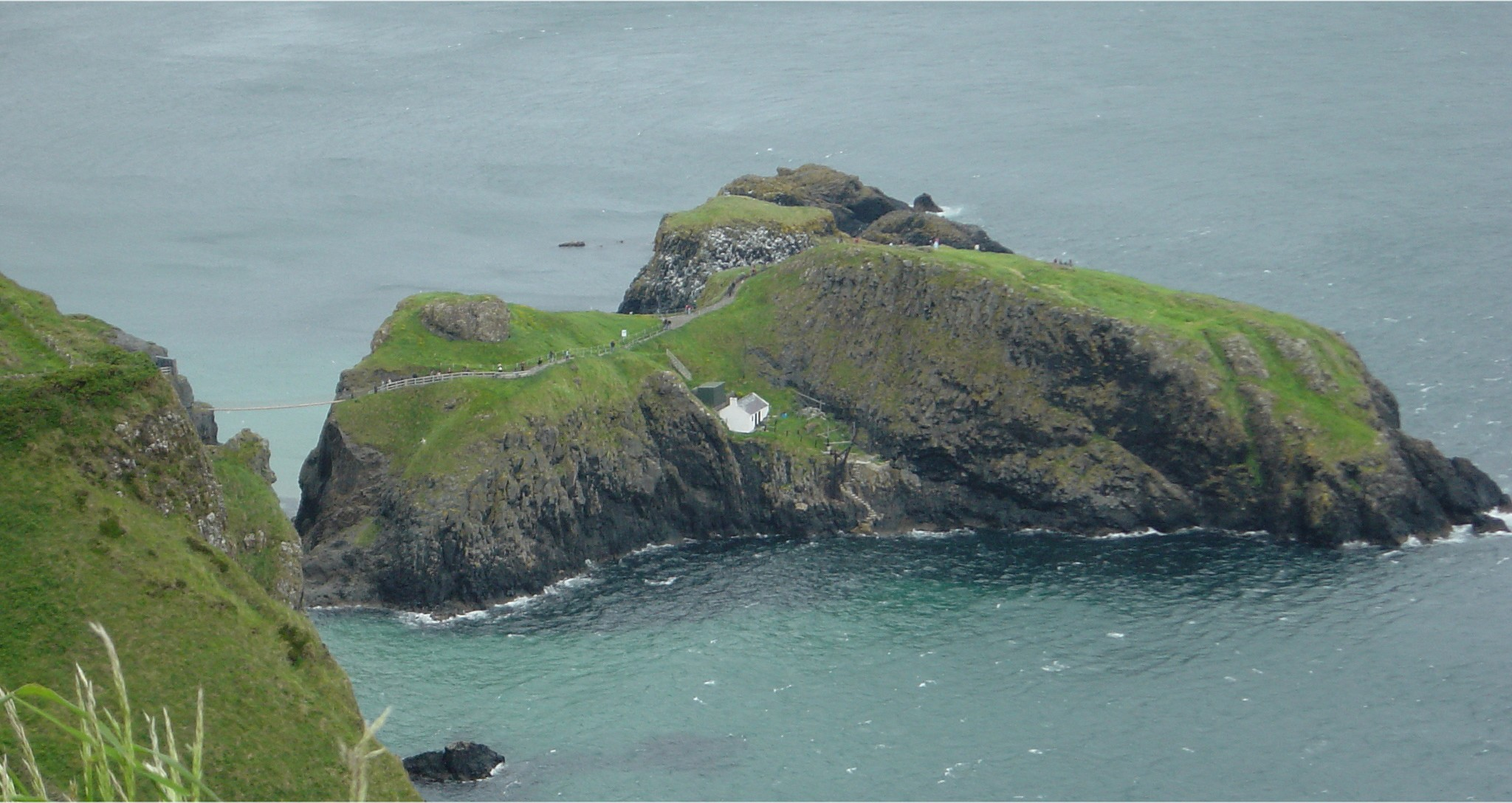
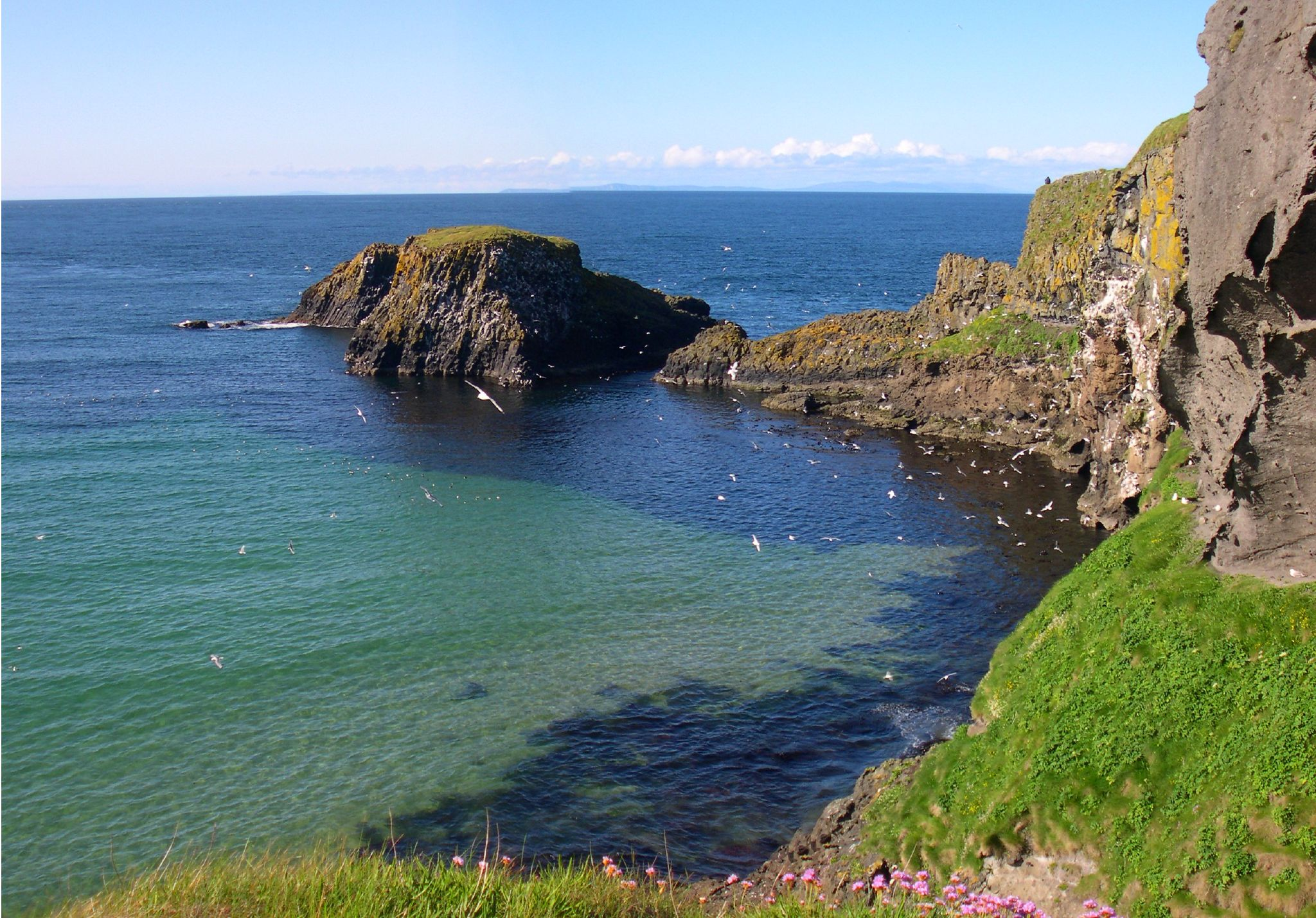
Vogels te Carrick-a-Rede